# لوكاس إينكفيست
لوكاس إينكفيست هو لاعب هوكي الجليد سويدي، ولد في 6 أبريل 1998 في Karlstad Municipality ‏ في السويد.

## وصلات خارجية
- لوكاس إينكفيست على موقع EliteProspects.com (الإنجليزية)
- لوكاس إينكفيست على موقع HockeyDB.com (الإنجليزية)